# Brassia jipijapensis
Brassia jipijapensis là một loài thực vật có hoa trong họ Lan. Loài này được Dodson & N.H.Williams mô tả khoa học đầu tiên năm 1980.